# شارکامن
شارکامن (به صربی: Šarkamen) یک منطقهٔ مسکونی در صربستان است که در نگوتین واقع شده‌است. شارکامن ۳۶۹ نفر جمعیت دارد و ۲۰۵ متر بالاتر از سطح دریا واقع شده‌است.